# Goatse
Goatse ist ein Bild, das ursprünglich auf einer Webseite unter der URL goatse.cx präsentiert wurde. Zweck der Seite war, arglose Internet-Nutzer zum Betrachten derselben zu verleiten und mit dem Goatse-Bild zu schockieren. Das Bild gewann eine gewisse Popularität und wurde oft imitiert oder referenziert.
Bei dem Goatse-Bild handelt es sich um das Foto eines nach vorn gebeugten nackten Mannes, der dem Betrachter seinen ungewöhnlich gespreizten Anus präsentiert. Die Goatse.cx-Website wurde 2004 von der Internet-Administration der Weihnachtsinsel nach einer Beschwerde abgeschaltet. Dies provozierte eine Online-Petition, welche die Wiederherstellung des Status quo forderte und gut 12.000 Unterschriften erhielt.
Im Juli 2005 trug ein Mann auf einem Foto zu einem New-York-Times-Artikel ein T-Shirt mit der Aufschrift „GOATSE“. Chris Anderson, Chefredakteur des Wired-Magazins, der dies als Streich wertete, stellte zu seiner Überraschung fest, dass das Goatse-Phänomen innerhalb seiner Redaktion unbekannt sei. Im Juni 2007 zeigte die Website von BBC News eine Auswahl an von Lesern eingesandten Vorschlägen für ein alternatives Logo zu den Olympischen Spielen 2012, darunter auch eine Goatse-Parodie.